# Европски топлотни талас у јулу 2019.
Европски топлотни талас у јулу 2019. јесте раздобље изузетно врућег времена на подручју Европе. Рекордне температуре забележене су у Белгији, Француској, Немачкој, Луксембургу, Холандији и Уједињеном Краљевству. Наставак је јунског топлотног таласа у коме је премашен дотадашњи рекорд температура за 3 °C у Белгији, 29 °C у Луксембургу, 2,1 °C у Немачкој и Холандији и за 0,2 °C  у Уједињеном Краљевству.